# Edward Gregson
Edward Gregson (* 23. Juli 1945 in Sunderland, England) ist ein englischer Komponist.

## Leben
Mit 8 Jahren bekam er seinen ersten Klavierunterricht. Er kam in Kontakt mit den Brass-Bands der Heilsarmee und schloss sich der Tottenham Citadel Band an. Seine ersten Kompositionsversuche für Klavier startete er mit 11 Jahren.
1963 begann er sein Studium an der Royal Academy of Music. Dort vermittelte ihm Frederick Durant das fürs Komponieren notwendige Rüstzeug und überzeugte ihn davon, weitere Studien für Klavier und Komposition bei Alan Bush aufzunehmen.
Bereits auf der Akademie errang er einige Kompositionspreise, zuletzt mit dem Quintet for Brass, dass er für das Philip Jones Brass Ensemble komponierte. Er bekam ferner Kontakt mit Geoffrey Brand und der ermutigte ihn, diverse Stücke für Brass-Bands zu schreiben. So begann die Palette der Brass-Band Kompositionen 1966 mit Concertante für Klavier und Brass-Band Das erste eigentliche Werk wurde Suite - Voices of Youth 1967.
Er ist Senior-Lecturer in Music am Goldsmiths College in London und wurde 2013 mit dem Buma International Brass Award der niederländischer Stiftung Buma Cultuur ausgezeichnet.

## Werke

### Werke für Orchester
- 1968 Music for Chamber Orchestra
- 1978 Tuba Concerto
- 1978 Flourish for orchestra
- 1979 Trombone Concerto
- 1983/2001 Contrasts - a concerto for orchestra
- 1983 Trumpet Concerto
- 1992 Blazon
- 1994 Clarinet Concerto
- 1996 Stepping Out
- 1997 Three Matisse Impressions
- 1998 ...and the seven trumpets... für Chor, Orgel und Orchester
- 2000 Violin Concerto

### Werke für Blasorchester
- 1977 New Horizons für Blasorchester (auch Brass-Band)
- 1979 Metamorphoses für Blasorchester und Klavier
- 1984 Tuba Concerto für Blasorchester
- 1985 Prelude for an Occasion für Blasorchester
- 1985 Festivo für Blasorchester
- 1989 Missa Brevis Pacem für Chor und Blasorchester
- 1991 Celebration für Blasorchester
- 1991 The Sword and the Crown  für Blasorchester
  1. Henry the Fifth, too famous to live long!
  2. And she will sing the song that pleaseth you
  3. Sound all the lofty instruments of war!
- 1995 Piano Concerto; Homages für Blasorchester
  1. Toccata
  2. Passacaglia
  3. Rondo-Burlesque
- 1996 The Kings go Forth für Blasorchester
- 1999 Partita  für Blasorchester

### Werke für Brass-Band
- 1964 Dalaro für Brass-Band
- 1970 Concerto for French Horn and Band für Horn und Brass-Band
- 1970 The Pacemakers für Brass-Band
- 1970 Prelude for an Occasion für Brass-Band
- 1971 Essay für Brass-Band
- 1971 Partita für Brass-Band
- 1972 Prelude and Capriccio für Brass-Band
- 1972 Symphonic Rhapsody for Euphonium and (Brass-)Band
- 1973 Concerto grosso für Solo-Kornett, Horn, Posaune, Euphonium und Brass-Band
- 1973 Fanfare für Brass-Band
- 1973 The Plantagenets für Brass-Band
- 1974 Patterns für Brass-Band
- 1976 Tuba Concerto für Tuba und Brass-Band (später auch für Blasorchester und Symphonie-Orchester)
- 1976 Variations on Laudate Dominum für Brass-Band
- 1976 Connotations für Brass-Band
- 1982 Greetings Prelude für Brass-Band
- 1984 Dances and Arias für Brass-Band
- 1986 Occasion für Brass-Band
- 1990 Of Men and Mountains für Brass-Band
- 1993 Postcard to Grimethorpe für Brass-Band
- 1995 Processional für Brass-Band
- 2000 The Trumpet of the Angels für Brass-Band
- 2000 An Age of Kings für Brass-Band
- 2012 Of Distant Memories für Brass-Band
- 2020 The World Rejoicing für Brass-Band

### Bühnenwerke
- 1988 Music for The Plantagenets Trilogy für Bläser, Percussion und Keyboards

### Chormusik
- 1970 The Lord is good for them Motette für gemischten Chor Text: John Donne
- 1980 Five Songs of Innocence and Experience für hohe Stimmen und Klavier
- 1988 Make a Joyful Noise

### Kammermusik
- 1965 Oboe Sonata für Oboe und Klavier
- 1965 Introduction and Allegro für Tuba und Klavier
- 1968 Instrumental für Posaune und Klavier
- 1973 Fanfare for Europe für Blechbläser-Ensemble
- 1974 Three Dance Episodes für 3 Trompeten, Horn, 2 Posaunen, Euphonium und Tuba
- 1978 A Festival Fanfare für Blechbläser-Ensemble
- 1981 Flourish for an Occasion für Blechbläser-Ensemble
- 1983 Equal Dances für Blechbläser-Ensemble
- 1984 Sonata for four Trombones für Blechbläser-Ensemble
- 1990 Fanfare for the North für Blechbläser-Ensemble
- 1991 Flourish for the Theatre für Blechbläser-Ensemble
- 1997 Susie's Fanfare für Blechbläser-Ensemble